# Copa Subercaseaux de la Asociación de Football de Santiago 1904
La Copa Subercaseaux de la Asociación de Football de Santiago 1904 fue la segunda edición de la máxima categoría de la Asociación de Football de Santiago, competición de fútbol de carácter oficial y amateur de Santiago de Chile, correspondiente a la temporada 1904.
Su organización estuvo a cargo de la Asociación de Football de Santiago y contó con la participación de seis equipos. La competición se disputó bajo el sistema de todos contra todos, en dos ruedas.
El campeón fue Atlético Unión, que consiguió su segundo título de la Primera División de la Asociación de Football de Santiago. Con este resultado, el trofeo de la Copa Subercaseux pasó a ser propiedad definitiva del Atlético Unión, ya que según los estatutos, la copa quedaría en poder de la institución que la lograra ganar en dos temporadas consecutivas.
Se jugó de forma paralela a la Copa Junior de la Asociación de Football de Santiago 1904, la segunda categoría de la asociación.

## Equipos participantes
Participaron seis equipos, todos de la ciudad de Santiago.
| Equipo               |
| -------------------- |
| Atlético Unión       |
| Deutscher Turnverein |
| Santiago National    |
| Scotland             |
| Thunder              |
| Tucapel              |

## Clasificación[4]
| Pos. |  | Equipo               | Pts. |
| ---- |  | -------------------- | ---- |
| 1    |  | Atlético Unión (C)   | 10   |
| 2    |  | Thunder              | 8    |
| 3    |  | Santiago National    | 6    |
| 4    |  | Scotland             | 4    |
| 5    |  | Tucapel              | 3    |
| 6    |  | Deutscher Turnverein | 1    |

| Campeón Atlético Unión |
| 2.do título            |